# Клотоида
Клото́ида или спира́ль Корню́ (в иностранной литературе известна также как спираль Эйлера) — плоская кривая, у которой радиус кривизны изменяется линейно как функция длины дуги:
{\textstyle 1/R\sim L\Leftrightarrow R\cdot L=\mathrm {const} .}

## Свойства
- Параметрически клотоида может быть представлена в виде:

{\displaystyle x(t)=C(t);~} {\displaystyle y(t)=S(t),}
где {\displaystyle S(t)} и {\displaystyle C(t)} интегралы Френеля:
{\displaystyle S(t)=\int \limits _{0}^{t}\sin(u^{2})\,du,}
{\displaystyle C(t)=\int \limits _{0}^{t}\cos(u^{2})\,du}
- Полная длина клотоиды бесконечна.

## Применение

### В дорожном строительстве
Кривизна клотоиды изменяется линейно. Это позволяет использовать кривую как переходную дугу в дорожном строительстве. Если участок дороги в плане имеет форму участка клотоиды, то руль автомобиля при поворотах поворачивается плавно; центробежная сила нарастает плавно (линейно), от нуля до некоторой величины, без боковых рывков. Такой изгиб дороги позволяет проходить поворот без существенного снижения скорости. Впервые эту задачу об изгибе дороги решил Эйлер. Уильям Ренкин, не зная о решении Эйлера, предложил в качестве кривой с плавным изменением центробежной силы на поворотах кубическую параболу — кривую 3-го порядка, являющуюся приближенно участком клотоиды при не очень больших углах поворота.

### В оптике
Клотоида предложена Корню для облегчения расчёта дифракции в прикладных оптических задачах, так как описывает дифракционную картину при дифракции на «лезвии ножа». Например, рассмотрим плоскую монохроматическую волну, распространящуюся в сторону нарастания {\displaystyle x} с амплитудой {\displaystyle E_{0}\,\exp(-jkz),} дифрагирующую на «лезвии ножа» высотой {\displaystyle h,} расположенного в точке {\displaystyle x=0} на плоскости {\displaystyle x,z.} Тогда волновое поле, образованное за ножом в результате дифракции, можно записать в виде:
{\displaystyle \mathbf {E} (x,z)=E_{0}e^{-jkz}{\frac {\mathrm {Fr} (\infty )-\mathrm {Fr} \left({\sqrt {\frac {2}{\lambda z}}}(h-x)\right)}{\mathrm {Fr} (\infty )-\mathrm {Fr} (-\infty )}},}
где Fr(x) — интегральная функция Френеля, образующая на комплексной плоскости спираль Корню.